# 羅蘭 (日本)
羅蘭（英語：Roland，1992年7月27日—），本名松尾風雅（日语：松尾 風雅），日本男公關、模特兒、藝人、商人，古董收藏家。他以日本史上收入最高的男公關而聞名，年薪3億日元左右。 目前其經紀合約隸屬於由他所開創的羅蘭事務所（Roland Office）。羅蘭同時也是羅蘭戴爾股份公司（ローランデール株式会社）董事長， 以及施瓦茨股份公司（株式会社シュヴァルツ）和茱莉亞集團（JULIA GROUP）的代表董事。

## 著作
- ROLAND　我，和我以外的。（KADOKAWA，2019-03-19）ISBN 978-4-04604137-1
- ROLAND零（井上紀良，寶島社，2020-12-18）ISBN 4-299-01021-3/ISBN 978-4-299-01021-6[5]
- ROLAND零　逆襲篇（井上紀良, 寶島社，2021-05-27）ISBN 4-299-01445-6/ISBN 978-4-299-01445-0[6]
- ROLAND ENGLISH： ～心に刺さる名言で英語を学ぶ～（ROLAND/田中茂範，日本文藝社，2021-05-05）ISBN 978-4-537-21886-2

## 外部連接
- 官方网站（日語）
- 羅蘭的X（前Twitter）
- 羅蘭的Instagram帳戶